# Lliga de Lesotho de futbol
La lliga de Lesotho de futbol (oficialment Lesotho Premier League) és la màxima competició futbolística de Lesotho. Fou creada l'any 1970.
Noms per patrocini:
- 2002-2009: Buddie Premier League patrocinat per Econet Telecom Lesotho.
- 2009-2017: Vodacom Premier League patrocinat per Vodacom Lesotho.
- 2017-2020: Econet Premier League patrocinat per Econet Telecom Lesotho.
- 2021-present: Vodacom Premier League patrocinat per Vodacom Lesotho.

## Clubs participants temporada 2020/21
- Bantu FC (Mafeteng)
- Kick4Life FC (Maseru)
- Lesotho Correctional Services FC (Maseru)
- Lesotho Defence Force FC (Maseru)
- Lesotho Mounted Police Service FC (Maseru)
- Lifofane FC
- Lijabatho FC
- FC Likhopo (Maseru)
- Linare FC (Leribe)
- Lioli FC (Teyateyaneng)
- Liphakoe FC (Quthing)
- Matlama FC (Maseru)
- Mazenod Swallows FC (Maseru)
- Sefothafotha FC (Districte de Berea)

## Historial
Font:
- 1969:  Matlama FC (no oficial)
- 1970:  Maseru United (1)
- 1971:  Majantja FC (1)
- 1972:  Police (1)
- 1973:  Linare FC (1)
- 1974:  Matlama FC (1)
- 1975:  Maseru FC (1)
- 1976:  Maseru United (2)
- 1977:  Matlama FC (2)
- 1978:  Matlama FC (3)
- 1979:  Linare FC (2)
- 1980:  Linare FC (3)
- 1981:  Maseru Brothers (3)
- 1982:  Matlama FC (4)
- 1983:  Lesotho Paramilitary Forces (1)
- 1984:  Lesotho Paramilitary Forces (2)
- 1985:  Lioli FC (1)
- 1986:  Matlama FC (5)
- 1987:  Royal Lesotho Defence Force (3)
- 1988:  Matlama FC (6)
- 1989:  Arsenal (1)
- 1990:  Royal Lesotho Defence Force (4)
- 1991:  Arsenal (2)
- 1992:  Matlama FC (7)
- 1993:  Arsenal (3)
- 1994:  Royal Lesotho Defence Force (5)
- 1995:  Majantja FC (2)
- 1996-97:  Roma Rovers (1)
- 1997-98:  Royal Lesotho Defence Force (6)
- 1997-98:  Royal Lesotho Defence Force (7)
- 1998-99:  Royal Lesotho Defence Force (8)
- 1999-00:  Lesotho Prisons Service (1)
- 2001-02:  Lesotho Defence Force (9)
- 2001-02:  Lesotho Prisons Service (2)
- 2002-03:  Matlama FC (8)
- 2003-04:  Lesotho Defence Force (10)
- 2004-05:  FC Likhopo (1)
- 2005-06:  FC Likhopo (2)
- 2006-07:  Lesotho Correctional Services (3)
- 2007-08:  Lesotho Correctional Services (4)
- 2008-09:  Lioli FC (2)
- 2009-10:  Matlama FC (9)
- 2010-11:  Lesotho Correctional Services (5)
- 2011-12:  Lesotho Correctional Services (6)
- 2012-13:  Lioli FC (3)
- 2013-14:  Bantu FC (1)
- 2014-15:  Lioli FC (4)
- 2015-16:  Lioli FC (5)
- 2016-17:  Bantu FC (2)
- 2017-18:  Bantu FC (3)
- 2018-19:  Matlama FC (10)
- 2019-20:  Bantu FC (4)[3]
- 2020-22:  Matlama FC (11)[a]
- 2022-23:  Bantu FC (5)